# Gasflasche

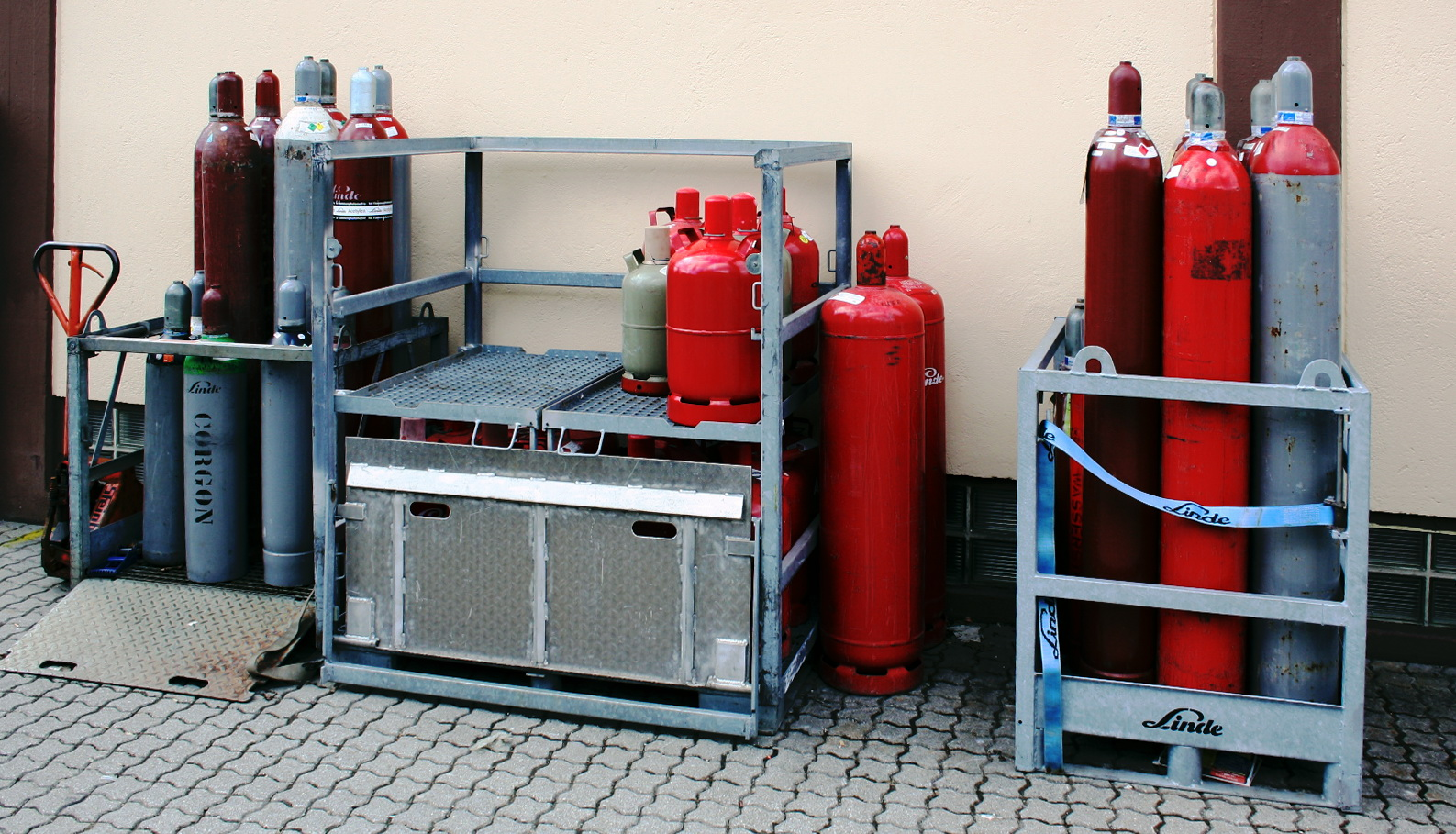
Verschiedenartige Gasflaschen in einem Lager

Eine Gasflasche ist ein Druckbehälter für den Transport und die Lagerung von unter hohem Druck stehenden Gasen und Dämpfen. Druckbehälter mit kleinerem Volumen (oft für Einweg-Verwendung) werden Gaskartuschen genannt, noch kleinere auch Gaskapseln.
Gasflaschen können ein Volumen von 0,01 bis zu 150 Litern besitzen, bei einem Nenndruck von bis zu 300 bar. 200- und 300-bar-Gasflaschen werden überwiegend mit Gasen befüllt, deren kritischer Punkt deutlich unterhalb der Umgebungstemperatur von 20 °C liegt und die daher alleine durch Kompression nicht verflüssigt werden können. Wichtige Ausnahmen hiervon sind Flaschen mit beispielsweise Kohlenstoffdioxid, Flüssiggas oder Acetylen, in denen diese Gase verflüssigt oder aber in Flüssigkeit gelöst vorliegen.

## Material für den Behälterbau

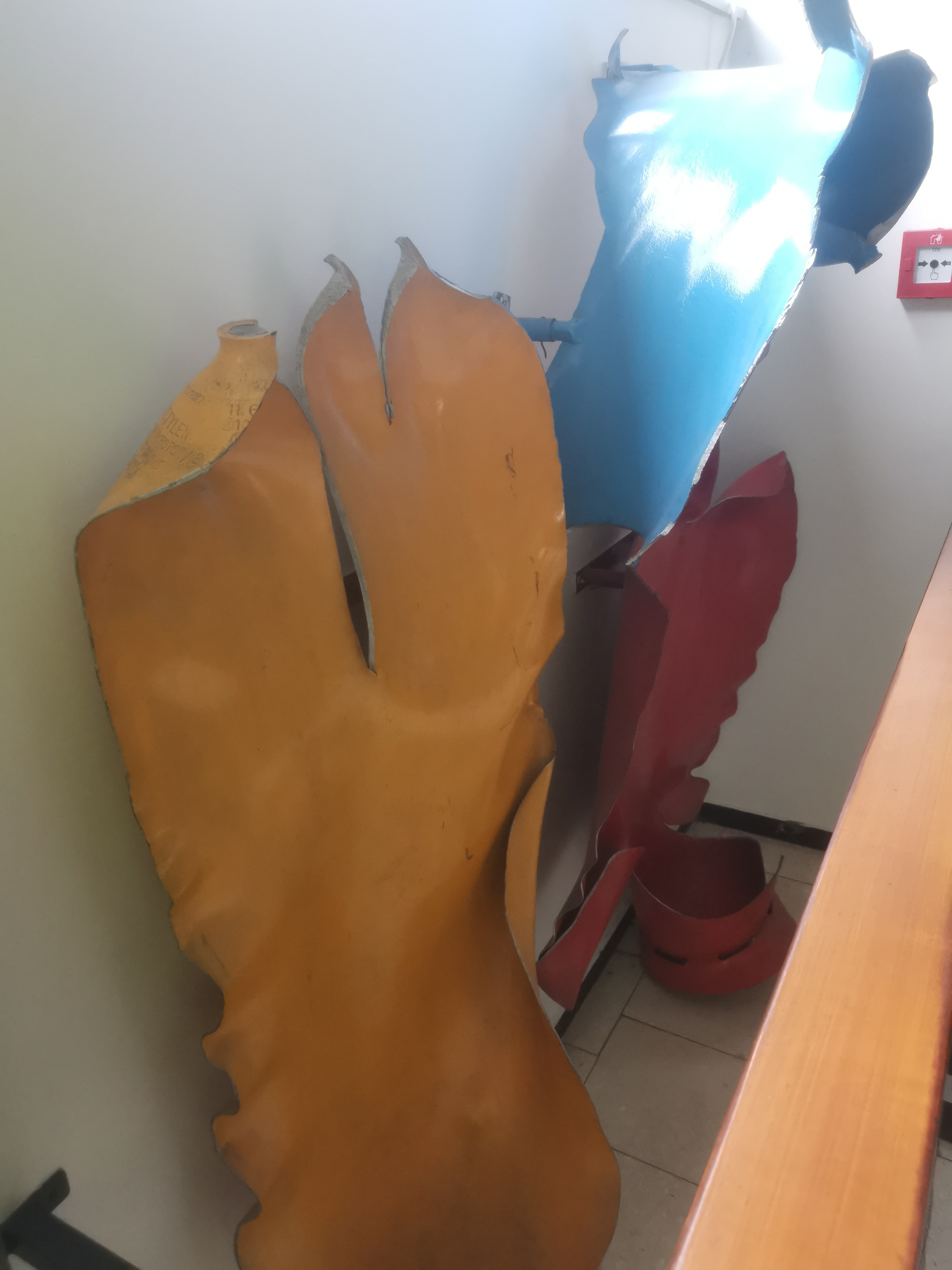
Explodierte Gasflaschen in einer Feuerwehrschule in München

Je nach Verwendungszweck und Gasinhalt werden Gasflaschen verschiedener Materialien verwendet. Hochreine Gase werden bevorzugt in Gasflaschen aus Aluminium oder Edelstahl transportiert, Gase für den industriellen Einsatz überwiegend in Gasflaschen aus vergütetem Stahl.
Für den Einsatz als Atemgerät im Rettungsdienst, als Treibgastank etwa in Automobilen und beim Einsatz in Flug- und Raketentechnik setzen sich immer mehr Gasflaschen aus vergleichsweise leichten Faserverbundwerkstoffe durch. Auch bei Propangasflaschen für den Privatgebrauch trifft man dieses Material vermehrt an. Die innere Schicht solcher Verbund- oder auch Composite-Gasflaschen bildet eine dünnwandige Sperrschicht (engl. Liner: Innen-Liner). Für die Sperrschicht werden Materialien, wie Stahl, Edelstahl, Aluminium oder Kunststoff, verwendet, sie gewährt die Dichtheit der Flasche und nimmt das Flaschenventil auf. Die statische Festigkeit der Flasche gegen den Innendruck (meist 300 bar Betriebsdruck) wird durch Umwickeln der Dichtlage mit Kohlenstoff-, Aramid- oder Glasfasern unter Vorspannung und die Fixierung der so entstandenen äußeren Schicht zum Beispiel mit Epoxidharz erreicht. Höhere Wandstärken der Sperrschicht haben bessere statische Eigenschaften und werden daher nur zylindrisch bewickelt, leichtere Flaschen erreicht man durch dünnere Sperrschichtwandstärken und eine gekreuzte Wicklung auch über Schulter und Fuß, die leichtesten – etwa für die Raumfahrt – sind – statisch optimal – kugelförmig.
An 50-Liter- und 200-bar-Flaschen ist erkennbar, dass mit steigender Zugfestigkeit des Stahls (von etwa 750 bis 990 N/mm² und mehr) die Masse von typisch 67 kg bis auf knapp 50 kg abnimmt. Atemschutz- und Tauchflaschen aus besonders hochfestem Stahl werden als Leichtstahlflaschen bezeichnet. Zur Masse der Flasche kommt noch die des Ventils – zumeist aus Messing geschmiedet, seltener Edelstahl – dazu, je nach Flaschengewindegröße, Druck und Abgang typisch 300 bis 600 Gramm. Die Flaschen haben immer ein Anschlussgewinde im Metallhals, im Allgemeinen überwiegend konische in zwei verschiedenen Größen. Diese dichten im Gewinde selbst, ursprünglich mit Hanf, später etwa 0,3 mm dünne Bleikapseln, aktuell gewickelter Kunststoff. Bei Tauch- und Atemschutzgeräten haben sich insbesondere mit der Erhöhung des Standarddrucks auf 300 bar (ab 1995) zylindrischer Gewindeanschluss, beispielsweise M18 × 1,5 mit elastischer O-Ring-Dichtung durchgesetzt, die mit viel geringerem Anzugsdrehmoment zu verschrauben sind.
Für die Ausbildung des zylindrischen Gewindes von Faserverbundflaschen mit Metallsperrschicht ist der Flaschenhals wandstärkemäßig verlaufend verdickt. Auch Flaschen, deren Bauch selbst völlig ohne Metall hergestellt ist, typische Sperrschichtmaterialien sind dann PET oder HDPE, weisen einen mit dem Abbinden der Matrix eingeklebten Halsansatz aus einem leichten Aluminiumwerkstoff auf, der als Korrosionsschutz zweckmäßig eloxiert/anodisiert ist. Um die Fasern nicht den Kräften des Ein- und Ausschraubens des Ventils auszusetzen, weisen die Metallhälse typisch Planflächen zum Ansetzen eines Gabelschlüssels auf.
Zylindrische Hochdruckflaschen hingegen werden zum Ventileinbau am zylindrischen Bauch auf einer Länge von etwa 20 cm zwischen Rund- oder prismatischen Backen mit Gummiauflage geklemmt. Sie weisen dank ausreichender Materialstärke und -steife ausreichend Festigkeit dafür auf.
Um Beschädigungen durch Kratzer, Schläge oder Hitze anzuzeigen, können Kunststoffflaschen mit Hüllen und Gummikappen ausgestattet und/oder lackiert sein. Darübergezogene Schutzhüllen aus feuerbeständigem Gewebe dämmen vor Wärme bei der Nutzung in der Brandbekämpfung und bieten Schutz vor Abrasion.
Reine Metallflaschen sind lackiert, um den Inhalt über die Farbe zu klassifizieren und um Korrosion zu reduzieren. Bis um ca. 1950 wurden Stahlflaschen auch ohne Lackierung verwendet. Immer weisen Metallflaschen an der Schulter eingestanzte Daten zur Herstellung, Prüfung, zum Nenndruck und Gasinhalt auf. Die kugelförmige Schulter weist dank kugeliger Krümmung bei gleicher Wandstärke doppelte Druckbeständigkeit auf, ist jedoch in der Regel zusätzlich verdickt, weshalb das Einschlagen mit Prägelettern schadlos möglich ist. Die Lackierung erfolgte lange Zeit durch Nitrolack, bis um 1995 Wasserlacke üblich wurden.
Stählerne Tauchflaschen und Flaschen der Einsatzkräfte sind unter der Lackierung vorschriftsmäßig verzinkt. Diese Korrosionsschutzschicht aus dem unedlen Zink kann rein galvanisch aufgebracht sein oder auch bis zu etwa 0,25 mm Stärke durch Aufspritzen. Darüber schützt ein Lack. Um das Rosten am Rand zum Ventil zu vermeiden, reicht die Verzinkung ein Stück ins Gewinde hinein. Salziges Meerwasser soll abgespült werden.
Alle Flaschen sind zumindest alle 10 Jahre zu überprüfen. Geprüft wird üblicherweise per Sicht außen und innen auf Beschädigung und mit einer Druckprüfung bei 1,5-fachem Betriebsdruck, gefüllt mit Wasser. Nach der Trocknung wird das Ventil auf Dichtheit mit Luft geprüft. Flaschen, die zum Tauchen bestimmt sind, müssen in kürzeren Intervallen geprüft werden, Kunststoffflaschen typischerweise aller fünf Jahre. Während früher Kunststoff-Komposit-Flaschen nur für eine begrenzte Nutzungsdauer von 5, 10 oder 20 Jahren zugelassen waren, gibt es heute bereits solche mit dem Prädikat „NLL“ – non-limited life. Derzeit werden Stahlflaschen, die ein Alter von 70 Jahren erreicht haben, prinzipiell ausgesondert. Es gibt jedoch auch einzelne Stahltypen, die sicherheitshalber schon deutlich früher ausgesondert werden, um Versagen durch Materialermüdung zu vermeiden.

## Herstellung
Die Herstellung nahtloser Hochdruck-Gasflaschen aus Stahl ist ein technisch anspruchsvoller Vorgang. Automatisierte Anlagen zum Herstellen von nahtlosen Hohlkörpern bis zu einer Länge von etwa zwei Metern bestehen im Allgemeinen aus einer Erwärmungsanlage mit Hilfs- und Transporteinrichtungen, einer kombinierten Stauch- und Lochpresse, einer Abstreckziehpresse, dem zentralen Manipulator sowie Hilfseinrichtungen zum Ausgeben und Abtransportieren der Ziehstücke.
Ein auf Schmiedetemperatur erwärmter Stahl-Vierkantblock wird in der Stauchpresse vorgeformt und erhält danach in der Lochpresse durch Rückwärtsfließpressung die Form eines einseitig offenen Hohlzylinders. In einem Kalibriervorgang werden Außendurchmesser und Wandstärke sehr genau und glatt, also rillenfrei, eingestellt.
Der Boden kann unterschiedlich geformt sein: Flaschen die nicht stehen müssen, sind zumeist am Fußende halbkugelig konvex gewölbt. Auf solche kugelig endende Flaschen kann ein 10–15 cm hoher Stehring aufgepresst sein. Dafür wird vor dem Zusammenfügen entweder die Flasche in einem unteren Abschnitt etwas verjüngt, oder der Stehring oben etwas erweitert. Um 1990 waren an Flaschen mit 10–50 Litern Volumen in Österreich noch relativ dünne Stehringe verbreitet, die unten an vier Ecken etwas aufgeweitet waren, um ein Wegrollen auf einer waagrechten Fläche liegend zu verhindern. Zugleich waren die gerundeten Ecken etwas hochgezogen, um das „Rollen über die Kante“ in fast stehender Position zu ermöglichen. Später setzten sich eingezogene Flaschenböden durch. In einer Variante ist ein biegesteif verdickter planer Boden etwa ein Zentimeter hochgezogen, um nur am äußersten Zentimeter des Radius die Form eines Stehrings auszubilden. Die andere Variante hat einen im Querschnitt sinuswellenförmig gewölbten Boden. In der mittleren Hälfte des Flaschendurchmessers ist der Boden nach oben (von außen gesehen: konkav, ähnlich einer Glasflasche) eingewölbt, auf beiden äußeren Vierteln des Durchmessers deutlich weniger nach unten. Die Flasche steht dann auf der ringförmigen Wölbung bei etwa 80–85 % des Durchmessers entsprechend stabil und kann leicht gekippt bodenschonender über die Kante gerollt werden als über die „scharfe“ Kante eines Stehrings.
Am abgelängten Rohling wird dann der Flaschenhals eingezogen. Das geschieht bei nur einseitiger Einspannung der Flasche mit horizontaler Achse bei Rotglut. Unter fortwährendem Nachheizen mit Gasflammen drücken Rollen von außen und anfangs auch von innen den Flaschenzylinder zur Verjüngung, dem Flaschenhals. Bei niedriger Temperatur wird dieser für das Gewinde, das das Flaschenventil aufnehmen soll, aufgebohrt und das typisch konische Gewinde eingefräst.
Die Flasche wird zum Härten gleichmäßig erhitzt und in Wasser abgeschreckt.
Eine Aluminiumlegierung wird bei entsprechend tieferer Temperatur verarbeitet. Insbesondere Tauchflaschen aus Aluminium haben mitunter einen biegesteif verdickten weitgehend ebenen Boden. Tauchflaschen aus Stahl mit rundem (konvexem) Boden benötigen hingegen einen voluminösen Stehring aus Gummi.

## Flüssiggasflaschen
Flüssiggasflaschen beinhalten unter Druck verflüssigte Gase. Ihr maximal zulässiger Druck richtet sich nach dem Dampfdruck ihres Inhaltes.
Gasflaschen und Flüssiggasflaschen werden mit einer speziellen Armatur verschlossen, an der sich, meist in Verbindung mit einem Druckminderer, eine passende Schlauchleitung oder Rohrleitung zur kontrollierten Entnahme ihres Inhaltes anschrauben lässt. Des Weiteren befindet sich bei Flüssiggasflaschen in der Entnahmearmatur ein Sicherheitsventil, das den zulässigen Überdruck in der Flasche auf etwa 30 bar begrenzt, um ein Bersten zu verhindern.

### Kohlenstoffdioxid-Flaschen
Eine Sonderstellung nehmen Flaschen mit Kohlenstoffdioxid ein. Zur Entnahme der Flüssigkeit gibt es spezielle Steigrohrflaschen, die ausschließlich ohne Druckminderer betrieben werden. Das im Inneren befindliche Steigrohr ermöglicht eine fast vollständige Flüssigentnahme bei senkrecht stehender Flasche, zur Erzeugung des Kältemittels Trockeneis oder Kohlensäureschnee zur Brandbekämpfung.

## Sicherer Umgang mit Gasflaschen

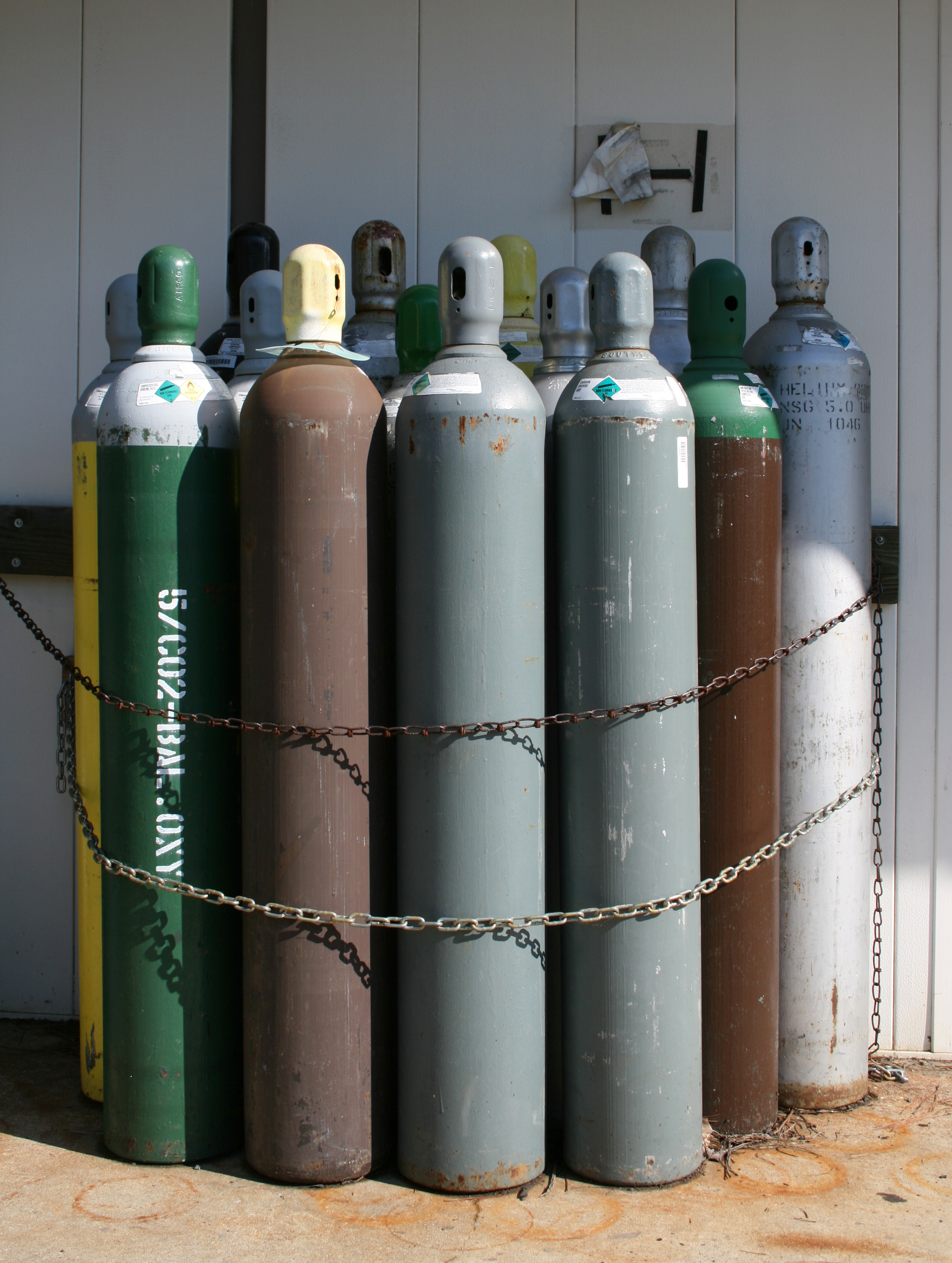
Angemessene Lagerung im Freien: Die Gasflaschen stehen auf ebenem Boden und sind gegen Umstürzen gesichert; alle Ventile sind durch Schutzkappen vor einem Abreißen gesichert

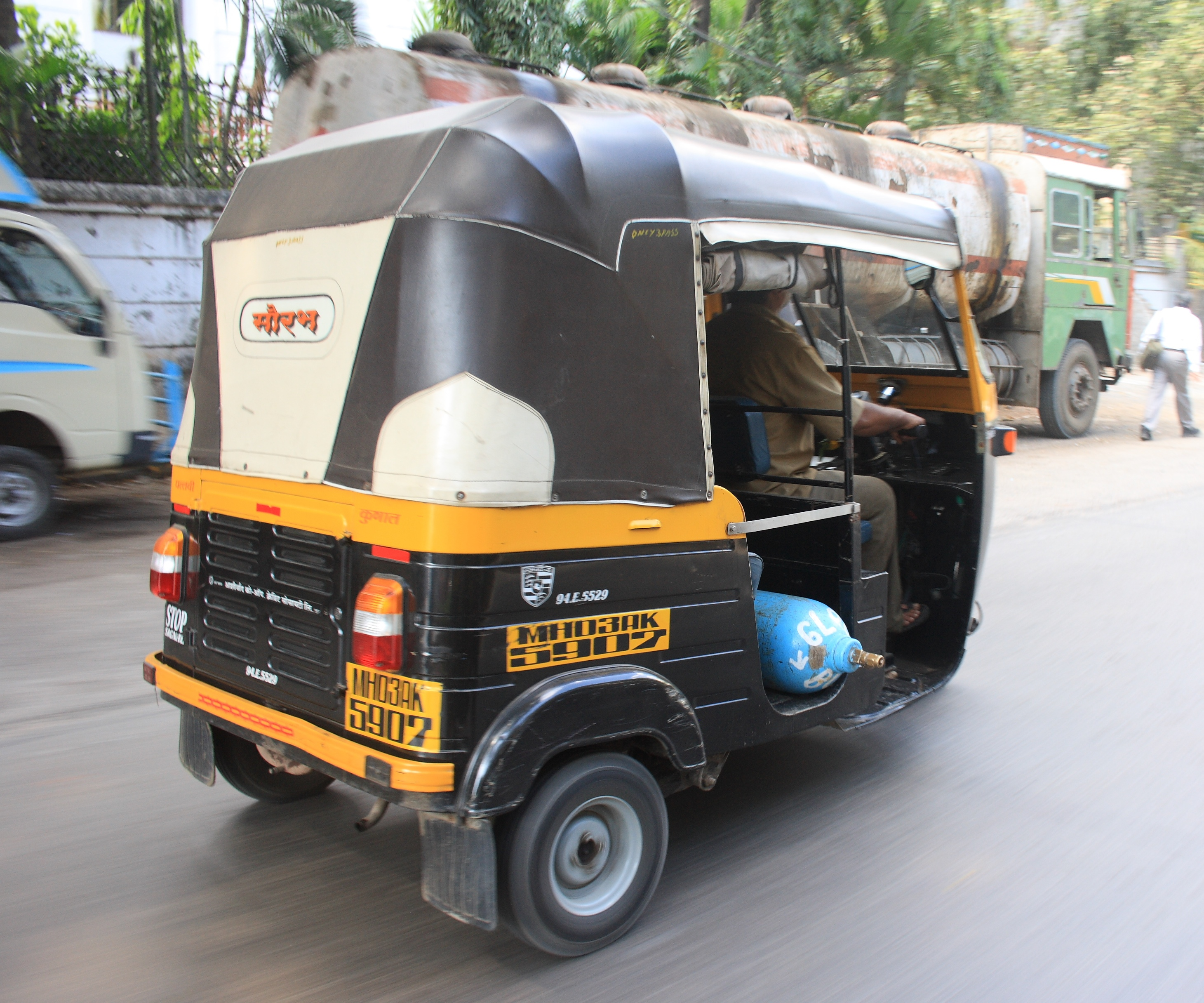
Unsachgemäße Handhabung beim Transport: Eine Gasflasche ohne Ventilschutzkappe im Fußraum einer Autorikscha; das Ventil ist so nicht gegen Abriss gesichert

Gasflaschen können bei unsachgemäßem Umgang eine erhebliche Gefahr darstellen. Häufige Unfallgründe sind unter anderem:

### Abreißen des Ventils
Da das Ventil die schwächste Stelle einer Gasflasche ist, ist sein Schutz mit einer Ventilschutzkappe obligat. Wenn eine Gasflasche durch das Abreißen des Ventils so beschädigt wird, dass ihr unter hohem Druck stehender Inhalt schlagartig austritt, wird die Gasflasche stark beschleunigt und kann so auch Mauern durchschlagen.
Verhaltensregeln zur Vermeidung sind:
- Gasflaschen sollten auch gegen Umstürzen bei Lagerung und Transport gesichert werden, beispielsweise mit Ketten an der Wand oder durch Verwendung spezieller Paletten.
- Verwendung von Ventilschutzkappen immer, auch wenn die Flasche nur gelagert oder transportiert wird
- Flaschen nicht werfen
- Flaschen nur mit einem Kran befördern, wenn sie in einer Palette stehen
- Ventil nicht mit Gewalt (Werkzeugen) öffnen

### Unkontrolliertes Austreten von Gas
Bei nicht vollständig geschlossenen Ventilen oder kleineren Leckagen kann Gas aus einer Gasflasche austreten. Auch bei einem recht „harmlosen“ Gas wie Stickstoff kann ein unkontrolliertes, vergleichsweise langsames Austreten des Flascheninhalts den zum Atmen benötigten Sauerstoff aus einem Raum verdrängen und zu Erstickung führen. Bei brennbaren Gasen können explosive Gasgemische entstehen, die sehr leicht – zum Beispiel durch das Betätigen eines Lichtschalters – gezündet werden. Je nachdem, ob das Gas eine höhere oder eine geringere Dichte als Luft hat, ist die Gefahr entweder in Kellerräumen oder in Dachräumen am höchsten.
Verhaltensregeln zur Vermeidung sind:
- Lagerung an gut belüfteten Orten, am besten im Freien
- Menschen und Gasflaschen nicht zusammen in Aufzügen befördern

### Brände und Sauerstoff
Reiner Sauerstoff ist ein Brandbeschleuniger. Die Ventile von Sauerstoffflaschen (auch „Sauerstoffbomben“ genannt) dürfen deshalb nicht gefettet oder geölt werden. Beim Umgang mit Sauerstoffflaschen ist immer sauberes, ölfreies Werkzeug zu verwenden.
Bei Austritt von reinem Sauerstoff in die Umgebung können sich auch andere Gegenstände entzünden, besonders wenn sie ölig oder staubig sind.

## Größe von Druckgasflaschen
Druckgasflaschen werden in unterschiedlichen Größen gehandelt, für Luftgase (Sauerstoff, Stickstoff, Edelgase), Wasserstoff, Methan u. a. sind dies Flaschen mit 10, 20, 33 oder 50 Litern Rauminhalt mit einem Druck von 200 oder 300 bar. Kleinere sind etwa zur Versorgung von Aquarien, als Treibgaspatronen für Feuerlöscher, zur Versorgung von Atemschutzgeräten und Tauchatmern üblich. Größere mit 80 Litern Volumen werden mitunter zum Einblasen von Glasfaserkabeln in verlegte Rohre verwendet. Größere Druckgasflaschen mit 80 Liter oder 140 Liter Volumen kommen bei Inertgas-Löschanlagen als Vorrat für Stickstoff und Argon unter 200 bar oder 300 bar Druck zum Einsatz.
Die Volumina von Atemschutzgeräteflaschen, die meist paarweise am Rücken getragen werden, ergeben sich aus den Standardmaßen der Rückentrage und damit erreichbaren Atemzeiten, woraus sich basierend auf verschiedenen Normen auch unrunde Volumina ergeben. 4 / 5 / 6,8 / 7,2 und 9 Liter sind übliche Größen. Für extrem beengte Einstiege wird eine Druckluftflasche mit etwa zwei Litern Volumen flexibel und vor dem Oberkörper getragen. Beim Kreislauftauchgerät wird das Atemgas immer wieder mit Sauerstoff angereichert, er kommt daher mit geringerem Volumen aus: Typisch drei Liter, vor dem Körper quer getragen.
Die Volumina von Druckgasflaschen für Drucklufttauchgeräte, die sowohl einzeln als auch doppelt verwendet werden, sind auf die Länge eines Tauchgangs ausgelegt. Leihflaschen für das Sporttauchen an Urlaubsorten weltweit sind fast immer Aluminium- oder Stahl-Einzelflaschen von 10 oder 12 Litern Volumen mit 200 bar, die am Tarierjacket befestigt und mit dem Ventil nach oben auf dem Rücken getragen werden. 15-Liter-Einzel-Flaschen sind vereinzelt gegen Aufpreis verfügbar. Doppelflaschen bestehen meist aus einer Paarung von Druckluftflaschen mit 7, 8, 10 oder auch 12 Litern Volumen. Es gibt für das technische Tauchen auch Doppelgeräte mit 2×18 oder 2×20 Liter Volumen. Darüber hinaus werden ggf. weitere, lose mitgeführte Tauchflaschen hinzugefügt (sogenannte Stages), die teilweise besondere Gasmischungen für unterschiedliche Tauchtiefen und die folgende Dekompression bereitstellen.
Acetylenflaschen gibt es mit 10, 20, 40, 50 Liter Rauminhalt. Die Menge an Acetylen ist abhängig von der Adsorbermasse (meist Kieselgur) und dem Lösungsmittel (meist Aceton).
Kohlendioxid wird nicht nach Volumen, sondern nach Masse gehandelt, und es gibt Flaschen mit Füllmengen von 6, 10, 20, 25 oder 30 kg. Feuerlöscher zur Einhandbedienung enthalten Flaschen für zwei Kilogramm, tragbare häufig fünf Kilogramm. Das Verhältnis von Volumen zu Masse beträgt 4 l ≙ 3 kg. In der Gastronomie wird beispielsweise 13,4 Liter häufig verwendet.
Propan wird auch nach Masse gehandelt, und es gibt standardmäßig die Füllmengen 5, 11 und 33 kg. Für Laborzwecke und Spezialgase gibt es Kleingasflaschen, auch „lecture bottles“ genannt, mit Inhalten von 0,385, 1 und 2 Liter.
Medizinischer Sauerstoff wird für den mobilen Einsatz im Rettungsdienst in Flaschen von 0,8, 1, 2, 3, 5 und 10 l angeboten.

## Normen

### EN 1089
Die EN 1089 ist eine Europäische Norm, die die Kennzeichnung von Gasflaschen EU-weit verbindlich regelt. Die unterschiedlichen farblichen und bildlichen Markierungen von Gasbehältern in Medizin und Technik wurde als zunehmendes Risiko empfunden und daher 1997 ein einheitliches System erarbeitet.
Die EN ist in Deutschland als DIN EN 1089 Ortsbewegliche Gasflaschen – Gasflaschen-Kennzeichnung übernommen, in Österreich als gleichnamige ÖNORM EN 1089 und in der Schweiz als SN EN 1089.
- Teil 1: Stempelung
- Teil 2: Gefahrzettel
- Teil 3: Farbcodierung

Aber auch die Umstellung birgt Gefahr der Verwechslungen, daher wurde eine lange Übergangsfrist bis 2006 gesetzt. Für die reibungslose Umstellung wurde in Österreich ergänzend die ÖNORM M 7377 und für den medizinischen Bereich die ON-Regel ONR 112005 (aktualisierte Fassung: 1. März 2005) erstellt.

#### EN 1089-3 Farbcodierung

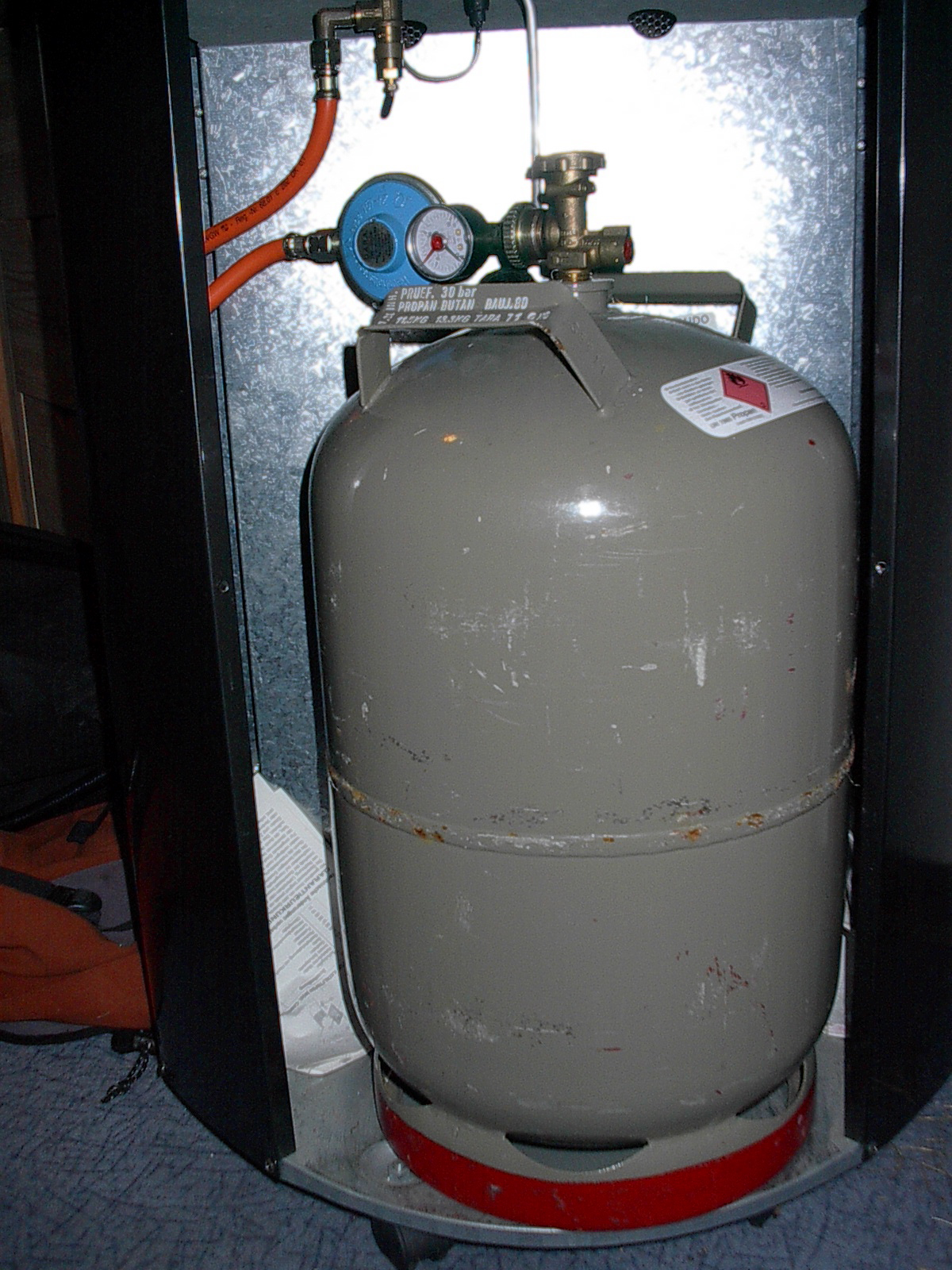
Flüssiggas-Eigentumsflasche mit Gefahrgutaufkleber, gefüllt mit Propan, angeschlossen mit Druckminderer an einem Gas-Katalytofen

Die Farbcodierung der Gasflaschen gibt Auskunft über die Gefahr und den Inhalt. Die neue Norm dient neben den verschiedenen Flaschenanschlüssen insbesondere dazu, die Gefahr einer Flasche auch aus der Ferne einschätzen zu können. Zudem ermöglicht sie es, Verwechslungen auszuschließen.
In der Übergangszeit haben alle Flaschen den Großbuchstaben N (für Neu, New, Nouveau) auf der Schulter, allerdings wird diese Signalisierung auch weiterhin sichtbar sein (obwohl nicht vorgeschrieben). Die Norm definiert entgegen der allgemeinen Meinung nur den Flaschenhals, nicht aber die Mantelfarbe. Aus diesem Grund können Flaschen auch eine andere Mantelfarbe haben. In der Industrie wurde jedoch folgende Farbgebungen vereinbart (nicht zwingend):
- Industriegase: grau oder gleich wie die Schulter, jedoch nicht weiß
- Medizin- und Inhalationsgase: weiß
- Sonder- und Spezialgase: nicht festgelegt
- Atemluftflaschen der Feuerwehr in der Regel gelb oder rot

Die Flaschenfarbe ersetzt nicht den Gefahrgutaufkleber. Jede Flasche muss über einen Gefahrgutaufkleber verfügen, welcher verbindlich über den Inhalt Auskunft gibt.
Die Norm gilt nicht für Feuerlöscher und Gasflaschen für Flüssiggas (wie z. B. Propan oder Butan und deren Gemische) sowie Druckgaspackungen. Diese Flüssiggasflaschen, erhältlich mit 5, 11 oder 33 Kilogramm Inhalt, sind ebenfalls farblich gekennzeichnet, aber mit folgender Bedeutung:
- rot = Pfandflasche (bezogen auf ein bestimmtes Unternehmen; Umtausch nur im Einzugsbereich der entsprechenden Lieferfirma möglich.)
- grau = Eigentumsflasche, auch Tauschflasche (Diese Flaschenart kann in Deutschland und einigen wenigen Nachbarstaaten problemlos umgetauscht werden.)

Die in den folgenden Tabellen abgegebene Mantelfarbe ist nicht vorgeschrieben, wird jedoch häufig angewendet. In Klammern stehende Farben sind mögliche Alternativen.

##### Farbcodierung nach Norm und RAL
Die in diesem Artikel angezeigten Farben sind nicht farbverbindlich und können auf verschiedenen Anzeigegeräten unterschiedlich erscheinen.

Eine Möglichkeit, die Darstellung mit rein visuellen Mitteln näherungsweise zu kalibrieren, bietet das nebenstehende Testbild (nur bei nativer Anzeigeauflösung und wenn die Seite nicht gezoomt dargestellt wird):

Farbbezeichnungen nach Norm im RAL-Farbsystem:
| Farbmuster | EN 1089-3        | RAL-Nummer | RAL-Name    |
| ---------- | ---------------- | ---------- | ----------- |
|            | Gelb             | 1018       | Zinkgelb    |
|            | Rot              | 3000       | Feuerrot    |
|            | Hellblau         | 5012       | Lichtblau   |
|            | Leuchtendes Grün | 6018       | Gelbgrün    |
|            | Kastanienbraun   | 3009       | Oxidrot     |
|            | Weiß             | 9010       | Reinweiß    |
|            | Blau             | 5010       | Enzianblau  |
|            | Dunkelgrün       | 6001       | Smaragdgrün |
|            | Schwarz          | 9005       | Tiefschwarz |
|            | Grau             | 7037       | Staubgrau   |
|            | Braun            | 8008       | Olivbraun   |

##### Für Flaschen ohne spezielle Kennzeichnung
vergleiche auch Tabelle „für industriellen Gebrauch“
| Gefahr                 | Alte Kennzeichnung (ganze Flasche) | Neue Kennzeichnung (nur Schulter) | Beispiele                                                               |
| ---------------------- | ---------------------------------- | --------------------------------- | ----------------------------------------------------------------------- |
| Giftig und/oder ätzend | grau                               | gelb                              | Ammoniak, Chlor, Fluor, Kohlenmonoxid, Stickoxid, Schwefeldioxid        |
| Entzündbar             | grau                               | rot                               | Wasserstoff, Methan, Ethylen, Formiergas, Stickstoff-Wasserstoffgemisch |
| Oxidierend             | grau                               | blau                              | Sauerstoff, Lachgasgemische                                             |
| Erstickend             | grau                               | leuchtendes grün                  | Krypton, Xenon, Neon                                                    |

##### Für den industriellen Gebrauch
Dar Mantel ist nach neuer Kennzeichnung in der Regel grau. Da die Norm-Neuregelung nur die Farbgebung der Schulter vorschreibt, sind auch Mischformen möglich. Alte Flaschen werden nicht zwingend vollständig umgespritzt.
| Gas                              | Alte Kennzeichnung (ganze Flasche) | Neue Kennzeichnung (nur Schulter) |
| -------------------------------- | ---------------------------------- | --------------------------------- |
| Sauerstoff, technisch (O2)       | blau                               | weiß                              |
| Acetylen (C2H2)                  | gelb/schwarz                       | kastanienbraun                    |
| Argon (Ar)                       | grau                               | dunkelgrün                        |
| Stickstoff (N2)                  | dunkelgrün                         | schwarz                           |
| Kohlenstoffdioxid (CO2)          | grau                               | grau                              |
| Helium (He)                      | grau                               | braun                             |
| Wasserstoff (H2)                 | rot                                | rot                               |
| Edelgase Xe, Kr, Ne              | grau/schwarz                       | leuchtgrün                        |
| Formiergas (N2/H2)               | rot                                | rot                               |
| Argon/Kohlenstoffdioxid (Ar/CO2) | grau                               | leuchtgrün                        |
| Druckluft (N2/O2)                | grau                               | leuchtgrün                        |
| Ammoniak (NH3)                   | grau                               | gelb                              |
| Schwefeldioxid (SO2)             | grau                               | gelb                              |
| Chlorgas (Cl2)                   | grau                               | gelb                              |

##### Für den medizinischen Gebrauch und zur Inhalation
Dar Mantel ist nach neuer Kennzeichnung in der Regel weiß. Die die Norm-Neuregelung nur die Farbgebung der Schulter vorschreibt, sind auch Mischformen möglich. Alte Flaschen werden nicht zwingend vollständig umgespritzt.
| Gas                                   | Alte Kennzeichnung (ganze Flasche) | Neue Kennzeichnung (nur Schulter)  |
| ------------------------------------- | ---------------------------------- | ---------------------------------- |
| Sauerstoff, medizinisch (O2)          | Schulter: weiß, Mantel: blau       | weiß                               |
| Lachgas (N2O)                         | grau (weiß)                        | blau                               |
| Kohlenstoffdioxid (CO2)               | grau (weiß)                        | grau                               |
| Druckluft (N2/O2)                     | blau                               | weiß/schwarz (Ringe oder Segmente) |
| Helium/Sauerstoff (He/O2)             | blau                               | weiß/braun (Ringe oder Segmente)   |
| Kohlenstoffdioxid/Sauerstoff (CO2/O2) | blau                               | weiß/grau (Ringe oder Segmente)    |
| Lachgas/Sauerstoff (N2O/O2)           | blau                               | weiß/blau (Ringe oder Segmente)    |

### ISO 11117 (früher EN 962)
Ventile von Gasflaschen sollen beim Transport durch eine Ventilschutzkappe oder einen Ventilschutzkorb geschützt sein. Die Norm ISO 11117 Gasflaschen – Ventilschutzkappen und Ventilschutzkörbe – Auslegung, Bau und Prüfungen regelt, was für Kappentypen und Schutzkörbe verwendet werden dürfen. Die Kappentypen müssen nach Norm geprüft und beschriftet sein.
Eine Ventilschutzkappe ist mit einem Gewinde oder einem anderen geeigneten Hilfsmittel an der Flasche befestigt und kann entfernt werden. Ein Ventilschutzkorb ist derart an der Flasche befestigt, dass er vom Endanwender nicht entfernt werden kann. Die Bedienung des Ventils ist auch bei befestigtem Schutzkorb möglich.

### DIN 477
Die Verwendung von nicht zugelassenen Adaptern und Schläuchen ist in Deutschland ausdrücklich verboten. Je nach Gasart sind unterschiedliche Schraubanschlüsse zu verwenden, um Verwechslungen zu vermeiden. Bei einigen Gasen, vor allem Brenngase, sind (siehe Tabelle unten) Ventilausgangsanschlüsse und sonstiges Zubehör mit Linksgewinde vorgeschrieben. Damit soll verhindert werden, dass „Bastler“ ungeeignete, aber im Haushalt vorhandene Materialien aus der Trinkwasserinstallation (z. B. Gartenschläuche) verwenden, die mit Rechtsgewinde versehen sind.

#### Gasflaschenventile
| Anschluss-Nummer | Gas | Beschreibung                                                                      | Gewinde     |
| ---------------- | --- | --------------------------------------------------------------------------------- | ----------- |
| 1                | sonstige Brenngase (H2, Propan, …) | W 21,80 × 1/14″ LH                                                                | links       |
| 2                | Propan, Butan (mit Führungszapfen und erhabenen Ring an der Stirnfläche des Innengewindeteil und eingelassenen Dichtring an der Stirnfläche des Außengewindestutzen)                                          | Kleinflaschenanschluss (KLF) G.12 (W 21,80 × 1/14″ LH gestrichen, siehe EN 15202) | links       |
| 3                | Acetylen | Bügelanschluss (ähnlich INT-Anschluss)                                            |             |
| 4                | Acetylen, Propan, Butan bis 1 l | G 3/8″ A LH                                                                       | links       |
| 5                | Dichlorsilan, Kohlenmonoxid, Schwefelwasserstoff | W 1″ LH                                                                           | links       |
| 6                | Ammoniak, Argon, Chlordifluormethan (R22), Helium, Kohlendioxid, Krypton, Neon, Octafluorcyclobutan (RC318), Octafluorpropan (R218), Schwefelhexafluorid, Tetrafluormethan (R14), Trifluormethan (R23), Xenon | W 21,80 × 1/14″                                                                   |             |
| 7                | Schwefeldioxid | G 5/8″                                                                            |             |
| 8                | Bortrichlorid, Bortrifluorid, Bromwasserstoff, Chlor, Chlorwasserstoff, Fluor, Stickstoffdioxid, Stickstoffmonoxid, Stickstofftrifluorid                                                                      | W 1″                                                                              |             |
| 9                | Sauerstoff (O2), Prüfgas (mit Sauerstoff > 21 %) | G 3/4″                                                                            |             |
| 10               | Stickstoff (N2) | W 24,32 × 1/14″                                                                   |             |
| 11               | Distickstoffmonoxid (Normalanschluss bei mehr als 3 l) | G 3/8″                                                                            |             |
| 12               | Distickstoffmonoxid (bis einschließlich 3 Liter Rauminhalt) | G 3/4″                                                                            | innen       |
| 13               | Druckluft sowie Atemgas nach EN 144-2 und ISO 12209-2 | G 5/8″                                                                            | innen       |
| 14               | Prüfgas (mit Sauerstoff < 21 %) | M 19 × 1,5 LH                                                                     | links       |
| 15               | Methylacetylen und Propadien, Gemisch, stabilisiert | W 21,80 × 1/14″ LH                                                                | links/innen |
| 16               | Acetylen | M 24 × 2 LH                                                                       | links       |
| 52               | Unbrennbare und ungiftige Gase (300 bar) | M 30 × 1,5                                                                        |             |
| 54               | nicht entzündbare, nicht giftige und nicht oxidierende Gase und Gasgemische (300 bar) | W 30 × 2 (15,9 / 20,1)                                                            |             |
| 55               | nicht entzündbare, giftige und korrosive Gase und Gasgemische (300 bar) | W 30 × 2 (15,2 / 20,8)                                                            |             |
| 56               | Druckluft (300 bar) | W 30 × 2 (16,6 / 19,4)                                                            |             |
| 57               | entzündbare, nicht giftige Gase und Gasgemische (300 bar) | W 30 × 2 (15,2 / 20,8) LH                                                         | links       |
| 58               | entzündbare, giftige und korrosive oder nicht korrosive Gase und Gasgemische (300 bar) | W 30 × 2 (15,9 / 20,1) LH                                                         | links       |
| 59               | Sauerstoff und oxidierende, nicht giftige, nicht korrosive Gase und Gasgemische (300 bar) | W 30 × 2 (17,3 / 18,7)                                                            |             |
| 60               | oxidierende, giftige und/oder korrosive Gase und Gasgemische (300 bar) | W 30 × 2 (18 / 18)                                                                |             |

Quelle:

#### Gewinde im Flaschenhals
- W 19,8 × 1/14 keg DIN 477 ISO 11363 – 17E und 25E kegeliges Gewinde zur Verbindung von Ventilen mit Gasflaschen – Teil 1: Anforderungen (ISO 11363-1:2010) – vulgo: kleinkonisch (17E)
- W 28,8 × 1/14 keg DIN 477 ISO 11363 – vulgo: großkonisch (25E)
- W 31,3 × 1/14 keg (28E) (Acetylen) DIN 477-7
- M 18 × 1,5 DIN 477
- M 25 × 2 DIN 477 – O-Ring d 25 × 2,65, eine kegelige Dichtfläche im Flaschenhals (später deutlich abweichend mit dickerem O-Ring normiert)

#### Gewinde am Schulterring
- W 80 × 1/11″ rechts – Gasflaschen, ausgenommen solche für Atemschutz- und Tauchgeräte, haben am Hals typisch einen Schulterring aufgepresst oder aufgeschrumpft, sein Außengewinde dient zum Aufschrauben der Ventilschutzkappe. Diese ist typisiert bis zu einem gewissen Flaschen-Bruttogewicht, z. B. 130 kg und weist zumindest ein Loch von etwa 13 mm Durchmesser auf, um bei einem nicht ganz geschlossenen oder defekten Ventil entweichendes Gas leicht abströmen zu lassen.

Geringfügig kleinere Schutzkappengewinde gibt es für:
- sehr kleine Gasflaschen um 1 Liter Volumen mit kleinkonischem Gewinde
- Gasflaschen für Propan

### EN 144
Die Norm EN 144-1 hat die ältere Norm DIN 477-6 (aus dem Jahr 1983) teilweise ersetzt.

#### Flaschenhalsgewinde
- M 18×1,5 EN 144 – unterscheidet sich nur marginal gegenüber der DIN 477
- M 25×2 EN 144 weist einen O-Ring d 25×3,55 mm auf – hat gravierende Unterschiede zum Anschluss M25×2 DIN 477

### Weitere Normen und Regeln
- EN 720 Ortsbewegliche Gasflaschen – Gase und Gasgemische
- EN ISO 11114 Ortsbewegliche Gasflaschen – Verträglichkeit von Werkstoffen für Gasflaschen und Ventile mit den in Berührung kommenden Gasen
- TRBS 3145 Ortsbewegliche Druckgasbehälter – Füllen, Bereithalten, innerbetriebliche Beförderung, Entleeren